# زینب تقوایی
زینب تقوایی(زاده ۲ تیر ۱۳۶۷ در تهران) تهیه‌کننده سینما و تلویزیون ایرانی است. او تحصیلات آکادمیک خود را در مقطع دکترا در رشته جغرافیای سیاسی در تهران سپری کرده است.
وی از سال ۱۳۸۰ وارد تولید برنامه‌های تلویزیونی گردید و در بخش‌های مختلف تولید و برنامه‌سازی به فعالیت پرداخت. از ۱۳۸۵ تهیه و کارگردانی برنامه‌های تلویزیونی و مستند همچون برنامه بانوی آفتاب، برنامه جاده غلات، برنامه صحنه گران، برنامه بیوگرافی و مستند ۳۶۰ درجه و... پرداخت. مستند ۳۶۰ درجه برای اولین‌بار به موضوع اعتیاد از زاویه مهارت‌های زندگی پرداخته بود که موردتوجه ستاد مبارزه با مواد مخدر قرار گرفت.
او فعالیت نمایشی خود را از سال ۱۳۹۲ با مجموعه تلویزیونی دودکش در صداوسیما آغاز کرد که با استقبال چشمگیری روبه‌رو شد. تقوایی فعالیت خود در عرصه سینما را با ساخت فیلم سمفونی نهم در سال ۱۳۹۷ آغاز کرد.

## آثار

### سینمایی
- سینمایی سمفونی نهم (۱۳۹۷‌)

### سریال
- دودکش (پخش: رمضان: ۱۳۹۲- شبکه یک سیما)
- مدینه (پخش: رمضان: ۱۳۹۳- شبکه یک سیما)
- پشت بام تهران (پخش: زمستان: ۱۳۹۴- شبکه یک سیما)
- زیر پای مادر (پخش: رمضان: ۱۳۹۶- شبکه یک سیما)
- با خانمان (پخش: زمستان: ۱۳۹۹- شبکه سه سیما)
- دودکش ۲ (پخش: تابستان: ۱۴۰۰- شبکه یک سیما)

### نمایش خانگی
- نیوکمپ (پخش: فیلیمو)[۷]

## اولین تجربه تهیه‌کنندگی سینما
در سال ۱۳۹۶ زینب تقوایی درحالی‌که همکاری خود را با محمدرضا هنرمند به‌عنوان تهیه‌کننده در سریالی تحت عنوان «الف ویژه» آغاز کرده بود؛ 
اولین تجربه تهیه‌کنندگی خود را نیز با همین کارگردان در فیلم سینمایی سمفونی نهم رقم زد.
با نمایش فیلم سینمایی سمفونی نهم در سی و هفتمین جشنواره فیلم فجر این حواشی‌ها رنگ تازه‌ای گرفت. در اخبار، نشست‌های خبری و مصاحبه‌های پیرامون جشنواره فجر موارد مطرح شده قبلی دوباره مطرح و پیگیری شدند. تقوایی در چنین شرایطی پاسخ بسیاری از این سؤالات را داد. از جمله اینکه تقوایی بودجه تولید فیلم سمفونی نهم را ۵ میلیارد تومان اعلام کرد.